# TA Design & Development
TA Design & Development war ein britischer Hersteller von Automobilen.

## Unternehmensgeschichte
Trevor Jones und Andy Williamson gründeten 1989 das Unternehmen in Wakefield in der Grafschaft West Yorkshire. Sie begannen mit der Produktion von Automobilen und Kits. Der Markenname lautete TA. 1991 endete die Produktion. Insgesamt entstanden etwa fünf Exemplare.

## Fahrzeuge
Erstes Modell war der Ynot von 1989, der ein Einzelstück blieb. Dies war ein offener Rennsportwagen. Viele Teile kamen vom Ford Escort und Ford Cortina. In der Serienausführung lautete der Modellname Spirit.
Der Phantom ähnelte einem Modell von Ashley Laminates aus den 1960er Jahren. Dies war ein zweisitziger Roadster. Die Windschutzscheibe kam vom MG B. Von diesem Modell entstanden etwa zwei Exemplare.